# Eric Agueh
Eric Agueh, född 13 april 1972, är en friidrottare från Benin. Han deltog vid olympiska sommarspelen 1996.